# Oksza (wieś)
Oksza – wieś w Polsce, położona w województwie lubuskim, w powiecie gorzowskim, w gminie Witnica.

## Historia
Wieś powstała jako olęderska w 1726, jeszcze przed akcją osuszania błot nadwarciańskich w dobie kolonizacji fryderycjańskiej. Mieszkańcy trudnili się nie tylko rolnictwem, hodowlą i rybołówstwem, ale mieli też obowiązek utrzymywania w dobrym stanie wałów warciańskich i kanałów melioracyjnych.
W latach 1975–1998 miejscowość administracyjnie należała do województwa gorzowskiego.

## Zabytki
Do wojewódzkiego rejestru zabytków wpisany jest:
- kościół ewangelicki, obecnie rzymskokatolicki filialny pw. Matki Bożej Częstochowskiej, szachulcowy, z 1862.

Ponadto we wsi stoją zachowane budynki ryglowe, a także XIX-wieczna szkoła. II wojny światowej nie przetrwał natomiast cenny budynek ryglowy z podcieniem (1. połowa XIX wieku). 